# Otok opuncija
Otok opuncija (eng. Prickly Pear Island) je nenaseljeni otočić oko 650 metara sjevern od obale zaljeva Hodges na otoku Antigui, u karipskoj državi Antigvi i Barbudi. Otok je dug oko 130 metara, a širok oko 90 metara
Većina otoka je kamenita, no sa zapadne strane otoka je pješčani sprud na kojem je izgrađen Prickly Pear Beach Club, omiljeno dnevno izletište društvene elite.